# Hercules-Firnfeld
Das Hercules-Firnfeld ist ein Firnfeld am Nordrand der Mountaineer Range im ostantarktischen Viktorialand. Es wird begrenzt durch das Deception-Plateau, den Astronaut-Gletscher und die Retreat Hills sowie durch den Meander Glacier und den Gair-Gletscher, zwei westliche Nebengletscher des Mariner-Gletschers.
Die Nordgruppe der New Zealand Geological Survey Antarctic Expedition (1966–1967) benannte es nach der Lockheed C-130 Hercules der United States Navy, mit der die Gruppe transportiert wurde und die dazu auf dem Firnfeld landete.